# Oana Pantelimon
Oana Pantelimon, född den 27 september 1972, är en rumänsk friidrottare som tävlar i höjdhopp.
Pantelimon deltog vid Olympiska sommarspelen 2000 där hon blev delad bronsmedaljör med Kajsa Bergqvist efter att ha klarat 1,99. Hon var i final vid VM 2001 och slutade då nia. Vid EM 2002 blev hon fyra efter ett hopp på 1,89 som bäst.
Vid Olympiska sommarspelen 2004 slutade hon sjua efter att ha klarat 1,93. Vid såväl VM 2005 som VM 2007 misslyckades hon i kvalet och tog sig inte vidare till finalen.

## Personligt rekord
- Höjdhopp - 1,99